# Einarr Helgason

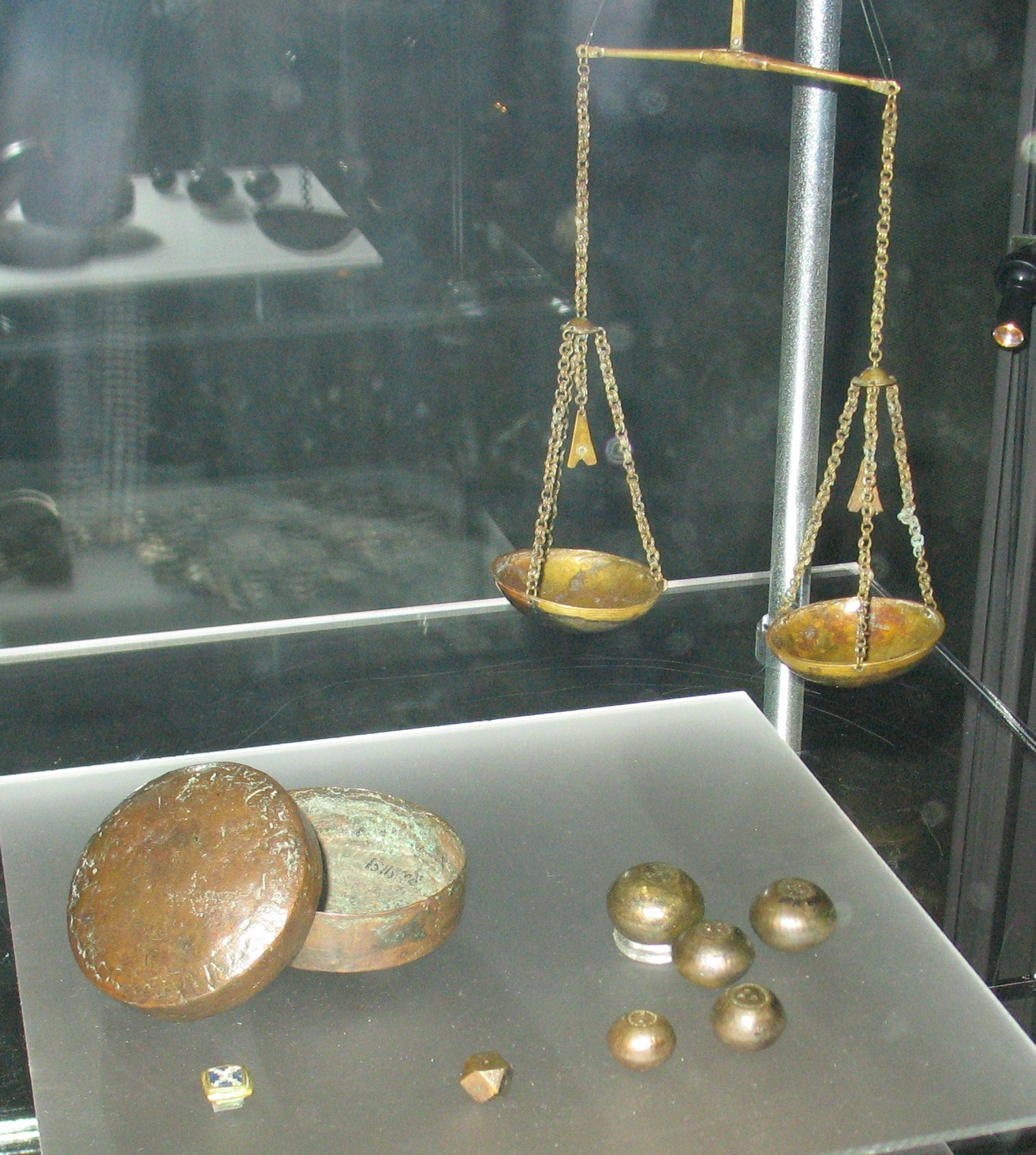
Bilanciere di età vichinga

Einar Helgason, noto anche con lo pseudonimo di Skálaglamm (circa 940 – Breiðafjörður, circa 990), è stato un poeta islandese.

## Biografia

### Famiglia
Apparteneva a una famiglia aristocratica dell'Islanda settentrionale. La sua famiglia discendeva da Björn austrœni, figlio di Ketill Flat-Nose. Suo padre si chiamava Helgi ma non conosciamo il patronimico, mentre il Landnámabók dice che la madre di Einarr si chiamava Níðbjörg ed era figlia di un re irlandese. Il fratello di Einarr Ósvífr fu il padre di Gudrún Ósvífsdóttir, la protagonista della Laxdœla saga.

### Carriera
Einarr fu scaldo alla corte di Haakon Sigurðarson, al quale dedicò la maggiore delle sue opere, il Vellekla. Il suo soprannome skálaglamm significa "suono della bilancia" e fa riferimento a un bilanciere dotato di poteri divinatori, donatogli dallo stesso jarl Haakon. Secondo alcuni questa etimologia sarebbe errata. Skálaglamm deriverebbe da skáli, la parte principale della sala in cui si recitavano le poesie oppure come kenning per lo scudo, mentre glamm sarebbe un altro riferimento alla recitazione. I componimenti di Einarr giunti fino a noi sono conservati nell'Edda in Prosa, nello Heimskringla, nella Jómsvíkinga saga e nella Egils saga. Proprio grazie alla Egils saga apprendiamo che Einarr era amico di Egill Skallagrímsson e che gli donò uno scudo ricevuto in Norvegia, come a sfidarlo a tradurre in versi le scene rappresentate su di esso. Egill si infuriò per quella sfida, perché la riteneva una perdita di tempo, ma accettò ugualmente. L'amicizia con Egill iniziò per apprendere l'arte poetica, e come riporta la Egils saga i due discussero di poesia durante un'assemblea.

## Opere
Di Einarr disponiamo:
- Hákonardrápa
- Vellekla
- Cinque lausavísur (strofe sciolte), alcune conservate nella Egils saga
- Haraldsdrápa blátannar, un drápa in onore di Harald I di Danimarca